# Гідравлічне руйнування гірських порід
Гідравлічне руйнування гірських порід (рос.гидравлическое разрушение горных пород, англ. hydraulic mining, нім. hydraulische Gesteinszerstörung f) – руйнування гірських порід струменем води, що витікає з насадки під тиском. 
Розрізняють три види руйнування: 
- розмив (незв'язних або слабкозв'язаних порід),

- відбивання (при монолітних породах) та

- різання (монолітних міцних порід).

Перші два види Г.р.г.п. здійснюються гідромоніторними струминами тиском до 20 МПа, різання – тонкими струминами тиском 30-50 МПа і більше.